# 英国改革党
英國改革黨（簡稱改革黨）是一個英國右翼民粹主義和民族保守主義政黨。
自2024年6月起，該黨的黨魁為奈傑爾·法拉奇，理查德·提斯則自同年7月起擔任副黨魁。現時，該黨在下議院擁有4名國會議員，與绿党和威爾斯黨並列為第7大黨。該黨在倫敦議會中擁有一席；在地方層面，該黨亦有52名議員，而其中大部份是從保守黨轉投而來。在2024年英國大選中，英國改革黨總共獲得4,117,610票，以14.3%得票率成為第三高票的政黨。

## 歷史
该党成立于2018年11月，当时取名为英国脱欧党（Brexit Party），并於隔年2月注册；创始人为前英國獨立黨領袖奈傑爾·法拉奇，另外13名歐洲議會議員也同时退出英国獨立黨并加入该党。
首任領袖為奈傑爾·法拉奇。他曾宣布如果英国没能在2019年歐洲議會選舉前退出欧盟，则该党将会参加此次选举。他本人曾聲稱「脱歐黨與英國獨立黨政策上沒有不同，然而人員上則有巨大分別」。脫歐黨在2019年歐洲議會選舉中取得大勝，一舉成為歐洲議會中英國最大黨。之後法拉奇宣佈該黨將在同年大選中參選以便表達對兩大黨的不滿。但最終未能取得下議院議席。
2019年大选中，法拉奇表示，在英国脱欧完成后，英国脱欧党将更名为改革党。他也表示已經在選舉委員會註冊了這個名字。2020年10月，法拉奇宣布脱欧党已向选举委员会申请改名为“英国改革党”。
2021年1月，英国脫歐黨正式重新註冊為“英国改革党”。
2024年3月11日，曾擔任保守黨副主席的議員李·安德森宣佈轉投改革黨，成為該黨第一名國會議員。
2024年英國大選中，改革黨獲得5席，是該黨首次在選舉中取得議席，得票率是各政黨中第三多。黨魁法拉吉亦在是次選舉中首次成功進身英國議會。

## 意識形態
改革黨在政治光譜中位於右派，普遍主張反移民、反對多元文化主義及民族保守主義，甚至被視為擁抱英格蘭民族主義。英國政治學者馬修·古德溫將該黨形容為民族民粹主義政黨，而普遍學者亦將該黨前身的脫歐黨描述為新自由主義、民粹主義、右翼民粹主義、右翼民族主義的極右翼或激進右翼政黨。2024年5月，時任黨魁奈傑爾·法拉奇表示改革黨正「蛻變為一個全新的保守派運動」。

### 反移民
在2024年大選時，改革黨主張大幅收緊移民政策，以維護英國文化價值及社會資源。其倡議措施包括：
- 全面凍結非必要移民：除關鍵技術人員的職位外，暫停所有合法移民簽證申請；
- 撤銷具刑事紀錄的移民國籍：對犯下可公訴罪行的移民，即時撤銷其英國國籍；
- 收緊國際學生政策：只容許具關鍵技能的國際學生攜同家屬來英，其餘一律禁止。
- 限制新移民領取福利：所有新移民須居英及受僱滿五年方可申請公共福利；
- 徵收僱主移民稅：企業聘請外籍勞工須繳交20%國民保險僱主費（高於現時13.8%的稅率）。

政綱亦主張英國應退出《歐洲人權公約》，即時遣返所有非法移民、尋求庇護者及外籍罪犯，禁止他們再次入境或尋求法律諮詢的權利。

## 選舉紀錄
| 選舉           | 黨魁          | 得票率 | 席位    | 改變   | 排名 |
| -------------- | ------------- | ------ | ------- | ------ | ---- |
| 2019年歐洲議會 | 奈傑爾·法拉奇 | 30.52% | 29 / 73 | 新政黨 | 第1  |
| 2019年下議院   | 奈傑爾·法拉奇 | 2.0%   | 0 / 650 | 新政黨 | 第11 |
| 2024年下議院   | 奈傑爾·法拉奇 | 14.3%  | 5 / 650 | ▲ 5    | 第6  |